# منتخب كوريا الشمالية تحت 18 سنة لهوكي الجليد للرجال
منتخب كوريا الشمالية تحت 18 سنة لهوكي الجليد للرجال هو ممثل كوريا الشمالية الرسمي في المنافسات الدولية في هوكي الجليد تحت 18 سنة.